# Лондонське математичне товариство
Ло́ндонське математи́чне товари́ство (англ. The London Mathematical Society, LMS) — провідне математичне товариство у Великій Британії.

## Історія
Наукове товариство було засновано 16 січня 1865 року, першим президентом став Аугустус де Морган. Перші засідання відбувались в Університетському коледжі Лондона, але згодом Товариство перебралось у Берлінгтон-хауз на вулиці Пікаділлі у Лондоні. Товариство займалось у першу чергу обговореннями нагальних проблем у математиці та публікацією власного журналу.
У 1998 році Товариство переїхало до нової будівлі, розташованої на Рассел-сквер у районі Блумзбері, що отримала назву «Де Морган Хауз» на честь його першого президента.

## Діяльність
Товариство публікує книги та періодику, що стосується всіх напрямків сучасної математичної науки, організовує математичні конференції, організовує збір коштів для підтримки математичних досліджень і математичної освіти, а також присуджує премії та нагороди Товариства в галузі математики.

## Видання
Лондонське математичне товариство видає 12 рецензованих журналів, 7 з яких у співпраці з іншими науковими товариствами та установами.
Товариством видаються чотири наукові журнали з обмеженнями на розміри статей (у дужках):
- «Proceedings of the London Mathematical Society» (не менше 25 сторінок);
- «Journal of the London Mathematical Society» (18…30 сторінок);
- «Bulletin of the London Mathematical Society» (до 20 сторінок);
- «Transactions of the London Mathematical Society» (без обмежень на розмір статті).

Останній журнал, що з'явився 2013 року, є електронним виданням з відкритим доступом в Інтернеті та охоплює тематику трьох вище перелічених видань.
«Journal of Topology» (заснований 2008 року) щоквартально публікує високоякісні та значимі роботи в топології, геометрії та суміжних галузях математики. Туди потрапляють статті, опубліковані індивідуально он-лайн до їх виходу у друкованому вигляді.
Товариство також видає журнал «Compositio Mathematica» від імені власної фундації разом з «Cambridge University Press» а також журнал «Nonlinearity» разом з Інститутом фізики. З 2010 року Товариство публікує журнал «Mathematika» від імені його власника Університетського коледжу Лондона (перше видання, том 56 з'явилося у січні 2010 року).
До 2017 року Товариством випускався безкоштовний онлайн-журнал «LMS Journal of Computation and Mathematics», що публікував статті, присвячені обчислювальній математиці, в тому числі тематиці на стику математики та комп'ютерних наук. Починаючи з 2010 року журнал розміщено в Інтернеті на серверах видавництва «Cambridge University Press», включно з архівом до 1998 року.
Товариство бере участь у публікації чотирьох перекладних серій: «Russian Mathematical Surveys», «Izvestiya: Mathematics», «Sbornik: Mathematics» (разом з Російською Академією наук) та «Transactions of the Moscow Mathematical Society» (разом з Американським математичним товариством).
Публікуються чотири книжкові серії: «Monographs», «Lecture Notes», «Student Texts» і (разом з Американським математичним товариством) «History of Mathematics».

## Нагороди
Товариство присуджує такі наукові нагороди:
- Медаль де Моргана — найпрестижніша нагорода,
- Премію Пої вручають раз на два або три роки
- Премія Луї Башельє[en]
- Вища Премія Бервіка[en]
- Вища Премія Вайтгеда[en]
- Премія Нейлора[en]
- Премія Бервіка[en]
- Премію Фрейліха[en] вручають щодвароки
- Премія Вайтгеда — щорічна нагорода.

## Президенти
| - Аугустус де Морган — 1865—1866 - Джеймс Джозеф Сильвестр — 1866—1868 - Артур Кейлі — 1868—1870 - Вільям Споттісвуд — 1870—1872 - Томас Арчер Герст — 1872—1874 - Генрі Джон Стівен Сміт — 1874—1876 - Джон Вільям Стретт (лорд Релей) — 1876—1878 - Чарлз Воткінс Мерріфілд — 1878—1880 - Семюель Робертс — 1880—1882 - Олаус Гернічі — 1882—1884 - Джеймс Вітбред Лі Глейшер — 1884—1886 - Джеймс Кокле — 1886—1888 - Джон Джеймс Вокер — 1888—1890 - Альфред Джордж Грінгілл — 1890—1892 - Альфред Кемпе — 1892—1894 - Персі Александер Мак-Магон — 1894—1896 - Едвін Бейлі Елліотт — 1896—1898 - Вільям Томсон — 1898—1900 - Ернест Вільям Гобсон — 1900—1902 - Горацій Лемб — 1902—1904 - Ендрю Форсайт — 1904—1906 - Вільям Бернсайд — 1906—1908 - Вільям Девідсон Нівен — 1908—1910 - Генрі Фредерік Бейкер — 1910—1912 - Лав Оґастус Едвард Гаф — 1912—1914 - Джозеф Лармор — 1914—1916 - Гектор Манро Макдональд — 1916—1918 | - Джон Едвард Кемпбелл — 1918—1920 - Герберт Вільям Річмонд — 1920—1922 - Вільям Генрі Янг — 1922—1924 - Артур Лі Діксон — 1924—1926 - Ґодфрі Гарольд Гарді — 1926—1928 - Едмунд Тейлор Віттекер — 1928—1929 - Сідні Чапмен — 1929—1931 - Альфред Кердюв Діксон — 1931—1933 - Джордж Невілл Ватсон — 1933—1935 - Джордж Баркер Джеффрі — 1935—1937 - Едвард Артур Мілн — 1937—1939 - Ґодфрі Гарольд Гарді — 1939—1941 - Джон Ідензор Літлвуд — 1941—1943 - Луїс Джоел Морделл — 1943—1945 - Едвард Чарлз Тітчмарш — 1945—1947 - Вільям Воланс Дуглас Годж — 1947—1949 - Макс Ньюмен — 1949—1951 - Джордж Фредерік Джеймс Темпл — 1951—1953 - Джон Генрі Константайн Вайтгед 1953—1955 - Філіп Голл — 1955—1957 - Гарольд Давенпорт — 1957—1959 - Ганс Гайльбронн — 1959—1961 - Мері Картрайт — 1961—1963 - Артур Джеффрі Волкер — 1963—1965 - Грем Хіґман — 1965—1967 - Джон Артур Тодд — 1967—1969 - Едвард Коллінґвуд — 1969—1970 | - Клод Амброур Роджерс — 1970—1972 - Девід Джордж Кендалл — 1972—1974 - Майкл Атія — 1974—1976 - Джон Касселс 1976—1978 - Террі Волл — 1978—1980 - Едвард Баррі Джонсон — 1980—1982 - Пол Кон — 1982—1984 - Йоан Джеймс — 1984—1986 - Ерік Крістофер Земан — 1986—1988 - Джон Генрі Коутс — 1988—1990 - Джон Кінґмен — 1990—1992 - Джон Роберт Рингроуз — 1992—1994 - Найджел Гітчин — 1994—1996 - Джон М. Болл — 1996—1998 - Мартін Джон Тейлор — 1998—2000 - Джон Тревор Стюарт — 2000—2002 - Пітер Годдард — 2002—2003 - Френсіс Кірван — 2003—2005 - Джон Толанд — 2005—2007 - Едвард Браян Дейвіс — 2007—2009 - Джон М. Болл — 2009 (тимч.) - Ангус Макінтіре — 2009—2011 - Ґреем Сеґал 2011—2013 - Террі Лайонс — 2013—2015 - Саймон Таваре — 2015—2017 |